# 컵 (단위)
컵(cup)은 야드파운드법과 미국 단위계에서 부피를 재는 단위이다. 1 영국 컵은 284 밀리리터이고 10 플루이드 온스이며 1 파인트의 1/2이며, 1 미국 컵은 236.5882365 밀리리터이고 8 플루이드 온스이며 1 파인트의 1/2이다.

## 같이 보기
- 식품 계량